# John Wyer
Pour les articles homonymes, voir Wyer.

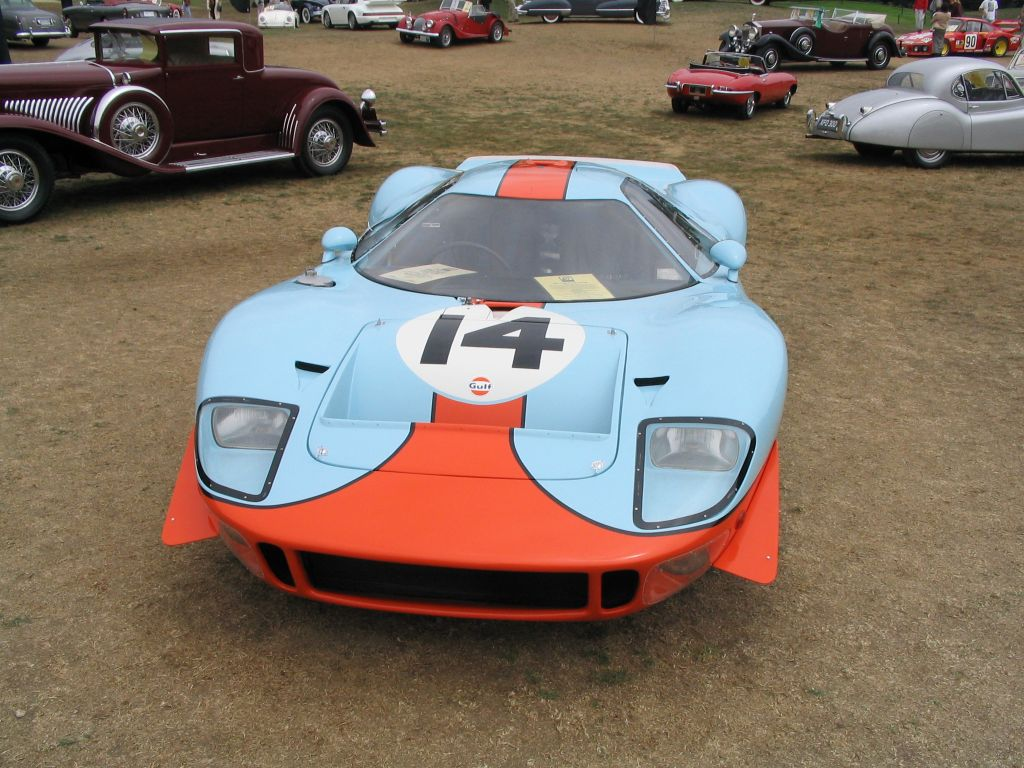
La Mirage M1 1967

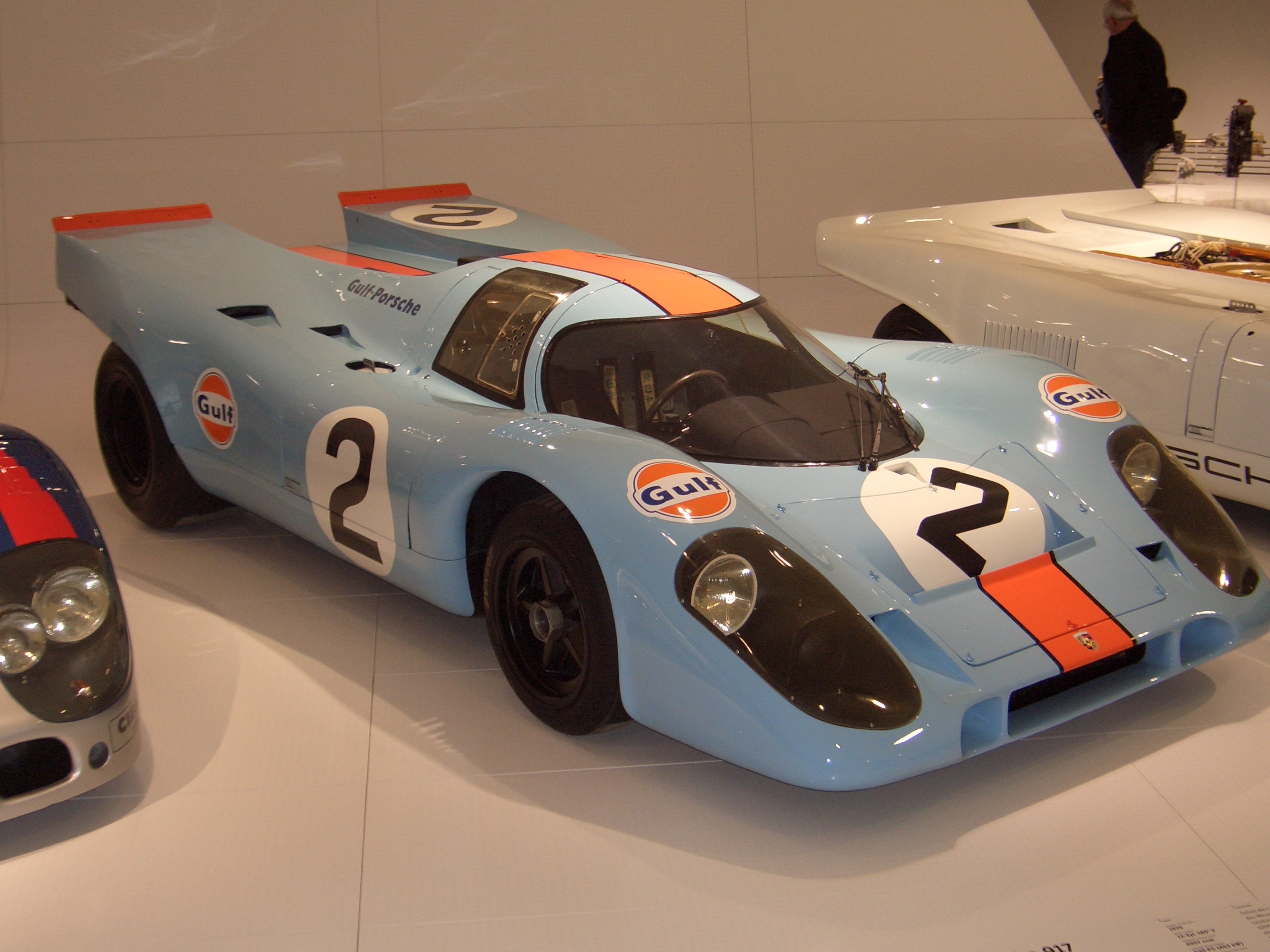
La Porsche 917 de 1970

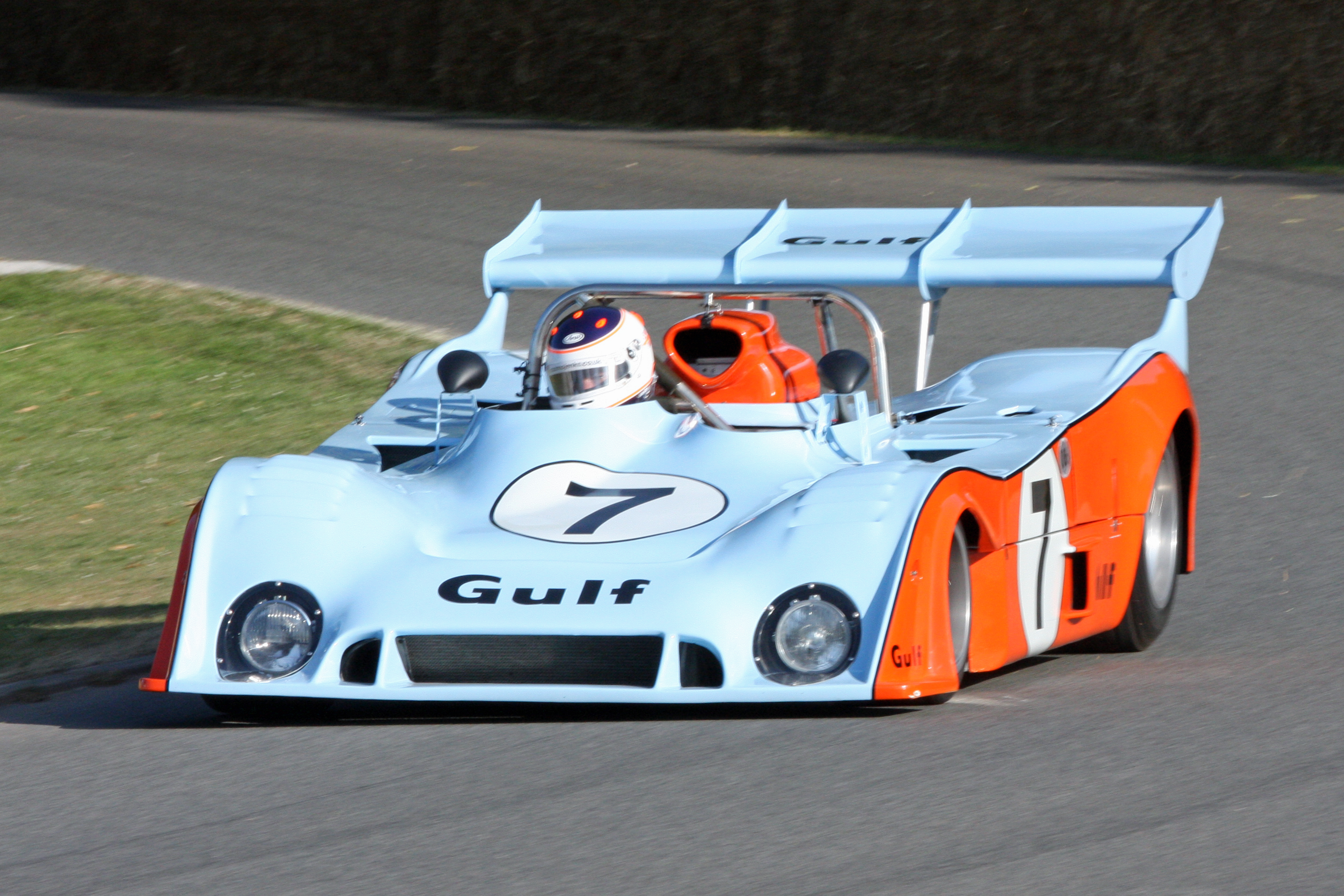
La Mirage GR7 de 1973

John Wyer, né le 11 décembre 1909 à Kidderminster (Angleterre) et mort le 8 avril 1989 à Scottsdale (Arizona) est un ingénieur et un dirigeant d'écurie de course automobile anglais. Son nom est associé aux légendaires couleurs de son sponsor principal Gulf Oil.
Il a dirigé les écuries David Brown Racing, John Wyer Automotive Engineering, Gulf Racing et a remporté les plus grandes courses d'endurance (24 Heures du Mans, 24 Heures de Daytona, 12 Heures de Sebring, 6 Heures de Watkins Glen) ainsi que le Championnat du monde des voitures de sport avec Ford et Porsche.
John Wyer est aussi à l'origine de la marque Mirage, qui rebaptise et fait évoluer des Ford GT40 Mk I en 1967. Cette marque remporte les 24 Heures du Mans en 1975 avec les pilotes Jacky Ickx et Derek Bell.

## Biographie

### Début chez Aston Martin (1949-1963)
John Wyer commence sa carrière sportive comme responsable de l'équipe Aston Martin en 1949 et remporte sa première victoire importante aux 24 Heures du Mans en 1959 avec les pilotes Carroll Shelby et Roy Salvadori.
En 1963, il quitte Aston Martin pour participer au projet Ford GT40 et permettre les victoires aux 24 Heures du Mans de Shelby-American Inc. en 1966 et 1967. 

### Création de John Wyer Automotive Engineering (1966-1975)
Lors de l'arrêt du projet par Ford et avec l'appui du pétrolier Gulf, John Wyer et John Willment forment le J. W. Automotive Engineering (les initiales J.W. représentaient à la fois John Wyer et John Willment) et lancent la Mirage avec une victoire aux 1 000 kilomètres de Spa et deux abandons au 24 Heures du Mans 1967.
Les réglementations changent à partir de 1968, toutefois, J.W. Automotive reprend des Ford GT40 et remporte les 24 Heures du Mans en 1968 et 1969 ainsi que le Championnat du monde des voitures de sport 1968 pour Ford. Lors de ce sacre, l'écurie remporte le premier Grand Prix de Watkins Glen d'une durée de 6 heures avec les pilotes Jacky Ickx et Lucien Bianchi et les 12 Heures de Sebring avec Jacky Ickx et Jackie Oliver.
Devenue inadaptée face aux nouvelles réglementations, la Ford GT40 est remplacée au sein de l'écurie par la Porsche 917 à partir de 1970. Avec cette voiture, l'écurie remporte les 6 Heures de Watkins Glen en 1970 avec Pedro Rodríguez, Leo Kinnunen et Jo Siffert et les 24 Heures de Daytona en 1970 avec Pedro Rodríguez, Leo Kinnunen et Brian Redman et en 1971 avec Pedro Rodríguez et Jackie Oliver.
C'est aussi en 1970 que le film Le Mans est tourné avec Steve McQueen au volant de la Porsche 917 de l'écurie rendant légendaires les couleurs du pétrolier Gulf Oil.
En 1972, une nouvelle évolution des réglementations met fin à l'hégémonie des Porsche 917. John Wyer reprend alors le projet de la Mirage sur la base d'une Ford GT40 Mk I. Le développement prendra plusieurs années mais permet la victoire aux 24 Heures du Mans 1975. 
L'année suivante, John Wyer se retire de la compétition.

## Liens externes

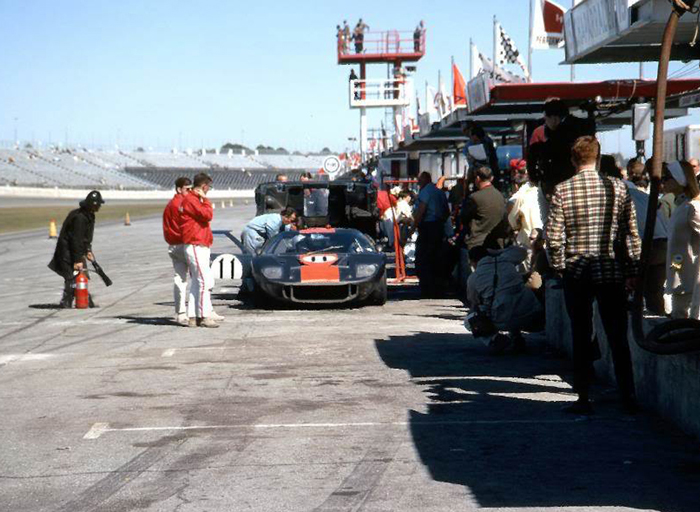
Ickx/Thompson sur GT40 du J. W. Automotive, 6e des 24 Heures de Daytona 1967.